# كبلر-28b
كليبر 28 بي (بالإنجليزية: Kepler-28b)‏ الذي يرمز له بالرمز KOI-870.01، هو كوكب خارج المجموعة الشمسية، في كوكبة الدجاجة (كوكبة)، يتبع Kepler-28 ‏.

## الاكتشاف
اكتشف في 25 يناير 2012.